# Randy Wolters
Randy Wolters (Leida, 6 aprile 1990) è un calciatore olandese, attaccante dell'UVS Leiden.

## Palmarès

### Club

#### Competizioni nazionali
- Campionato nordirlandese: 1

Larne: 2022-2023